# هیولای شهرت
هیولای شهرت(به انگلیسی: The Fame Monster) (به شکل The Fame Mons†er نوشته می‌شود) سومین آلبوم چندآهنگه و دومین اثر بزرگ خواننده آمریکایی، لیدی گاگا است که در ۱۸ نوامبر ۲۰۰۹ منتشر شد.

## نقدها
| بررسی انتقادی  | بررسی انتقادی |
| منبع           | رتبه‌بندی      |
| -------------- | ------------- |
| آل‌موزیک        | [ ۱ ]         |
| بی‌بی‌سی آنلاین  | (مطلوب)       |
| رابرت کریستگاو | (A-)          |
| دیلی تلگراف    | (مطلوب)       |
| ایندیپندنت     | (مطلوب)       |
| لس‌آنجلس تایمز  | 3/4 ستاره     |
| ان‌ام‌ئی         | (۸/۱۰)        |
| آبزرور         | 4/5 ستاره     |
| پیچفورک مدیا   | (۷٫۸/۱۰)      |
| رولینگ استون   | 3.5/5 ستاره   |
| اسلنت مگزین    | 3.5/5 ستاره   |

## فهرست آهنگ‌ها
| شماره | نام                              | آهنگساز                                                          | مدت  |
| ----- | -------------------------------- | ---------------------------------------------------------------- | ---- |
| ۱.    | «داستان عاشقانه بد»              | لیدی گاگا، ردوان                                                 | ۴:۵۵ |
| ۲.    | «آلهاندرو»                       | لیدی گاگا، ردوان                                                 | ۴:۳۴ |
| ۳.    | «هیولا»                          | لیدی گاگا، ردوان اسپیس کاوبوی                                    | ۴:۰۹ |
| ۴.    | «لال»                            | لیدی گاگا                                                        | ۴:۳۰ |
| ۵.    | «رقص در تاریکی»                  | لیدی گاگا، فرناندو گاریبای                                       | ۴:۴۸ |
| ۶.    | «تلفن» (با همراهی بیانسه)        | لیدی گاگا، رودنی جرکینس، لاشاون دانیلز، لوزانتلو فرانکلین، بیونس | ۳:۴۰ |
| ۷.    | «اینقدر خوشحالم که می‌تونم بمیرم» | لیدی گاگا، اسپیس کاوبوی، ردوان                                   | ۳:۵۵ |
| ۸.    | «دندان»                          | لیدی گاگا، تدی رایلی                                             | ۳:۴۰ |